# Roy Orbison
Roy Kelton Orbison (Vernon, Teksas, 23. travnja 1936. - Hendersonville, Tennessee, 6. prosinca 1988.) bio je popularni i utjecajni američki pjevač, skladatelj i gitarist. On je jedan od pionira rock and rolla koji je u svojoj dugoj karijeri (četiri desetljeća) presudno utjecao na razvoj toga glazbenog žanra. 
Orbison će trajno ostati upamćen po svojim velikim uspješnicama: "Only the Lonely", "In Dreams", "Oh, Pretty Woman", "Crying", "Running Scared" i "You Got It", koje je pjevao sa svojim finim baritonom. Imao je veliki raspon glasa od dvije i pol oktave.
Vizualno će se ga pamtiti po sunčanim naočalama bez kojih se nije pojavljivao. Za zasluge na polju glazbe dobio je brojne nagrade i priznanja, od nagrade Grammy do uvrštenja u Rock and Roll kuću slavnih 1989. godine (Rock and Roll Hall of Fame).

## Životopis

### Početci
Orbison je odrastao u Teksasu od rodnog Vernona, Fort Wortha do Winka (blizu granice s Novim Meksikom) kamo su se njegovi roditelji selili u potrazi za poslom. Malom Royu glazba je bila važna, pa je već 1949. godine, u dobi od 13 godina, osnovao svoj prvi sastav The Wink Westerners, a usput je skladao i učio svirati gitaru. Nakon srednje škole upisao je fakultet na Sveučilištu sjevernog Teksasa (University of North Texas) u gradu Denton. Studirao je povijest i engleski. 
Uz studij svirao je i nadalje u svom sastavu The Wink Westerners, koji je imao lokalnog odjeka, tako su imali i redovne televizijske nastupe na lokalnoj televiziji. U jednom od nastupa gost je bio i poznati Johnny Cash koji je primijetio talent Orbisona i preporučio ga svome glazbenom producentu Samu Phillipsu iz diskografske kuće Sun Records. Phillips je odlučio promijeniti ime sastavu u The Teen Kings, a Orbison je pak odlučio napustiti studij (1956.) i posvetiti se isključivo glazbi.
Orbison je prvi veći uspjeh imao s pločom "Ooby Dooby" izdanom u lipnju 1956. godine. Pjesmu "Ooby Dooby" skladao je Orbisonov prijatelj s fakulteta. Njegova skladba "Claudette" (nazvana po njegovoj prvoj ženi) bila je sljedeći veliki 
Orbisonov uspjeh. Tu skladbu snimili su tada vrlo popularni Everly Brothersi na B strani svoga hita broj jedan "All I Have To Do Is Dream". 
Iz tog doba datira i njegov zaštitni znak – sunčane naočale, on je, naime, zaboravio naočale za vid u zrakoplovu, pa su mu sunčane naočale ostale jedina alternacija na koje je mogao postaviti leće za vid.

### Uspjeh
Orbison je 1957. upoznao darovitog tekstopisca Joea Melsona iz grada Odessa u Teksasu. Njihova zajednička suradnja stvorila je sasvim novu kvalitetu u rock-glazbi, melodijske izmjene praćene lirskim tekstom: prve rock-balade. Tako su nastale balade Raindrops, Uptown (relativno mlaki uspjeh iz 1960.) i onda singl Only the Lonely koji je odmah postao hit (broj 2 u SAD-u i broj 1 u Ujedinjenome Kraljevstvu). Nakon toga Orbison je postao međunarodna rock-zvijezda. Njegova sljedeća singl ploča Runnin' Scaredpostala je broj 1 u proljeće 1961. I sljedeća ploča Crying dospjela je na drugo mjesto američke Billboard Hot 100 ljestvice popularnosti te iste godine.
Od 1963. započela je plodna suradnja Orbisona s tekstopiscem Billom Deesom. On je suautor skladbe Oh, Pretty Woman koja je postala najveći hit Roya Orbisona i znak njegove glazbene karijere. 
Orbison je imao veliki utjecaj na tadašnje britanske glazbenike poput Beatlesa i Rolling Stonesa. On je bio rado viđen gost u Britaniji te je ljeto 1963. proveo na turneji s Beatlesima po Britaniji. 
On je nominalno bio zvijezda broj jedan, međutim kako se turneja bližila kraju, on je bio zapravo zvijezda broj dva jer je otpočela beatlemania.
Tijekom te turneje Orbison je postao (a kasnije i ostao veliki prijatelj) Beatlesa, osobito s Lennonom i Harrisonom. Prijateljstvo s Harrisonom izrodilo se kasnije i u zajednički projekt. Svirali su u zajedničkome sastavu -
Traveling Wilburysima. 
Za razliku od mnogih drugih američkih glazbenika, Orbison je nastavio nizati uspjehe usprkos britanskoj invaziji koja je tada zahvatila Ameriku. Njegova singl-ploča 1964. s hitom Oh, Pretty Woman skinula je Beatlese s broja jedan u Americi, bila je i broj jedan u Britaniji.
Ova pjesma doživjela je ponovni uspjeh 1990. kada je postala zvučna kulisa filma Pretty Woman u kojem je nastupila Julia Roberts.
Orbison je išao na turneje i s Beach Boysima (1964.), i Rolling Stonesima u Australiju (1965.). Od 1963. postao je puno popularniji u Britaniji nego u rodnoj Americi (imao je tri hita na prvome mjestu na britanskoj listi). U Americi popularnost mu je pala i od 1967. više nije imao nijedan hit sve do 1980-ih. U ostatku svijeta bio je i nadalje rado slušan, tako su mu pjesme 
Penny Arcade i Working for the Man bile hitovi broj jedan u Australiji. Bio je popularan u Njemačkoj (u kojoj su izdavane njegove pjesme na njemačkom jeziku; Mama i Shahdaroba (ova pjesma je kasnije preimenovana u San Fernando). 
Voljeli su ga i u Francuskoj – njegovu pjesmu Blue Bayou prepjevala je pjevačica Mireille Mathieu i požnjela veliki uspjeh. 

### Karijera tijekom 1970-ih
Sedamdesete su bile, generalno govorivši, loše za Orbisona zbog promjene glazbenog ukusa publike. Albumi i singl-ploče koje je tada izdavao na sjevernoameričkom tržištu doživljavale su neuspjehe. Tek 1977. vratio se na američke top-liste, ali kao skladatelj. Njegovu pjesmu Blue Bayou otpjevala je tada vrlo popularna 
pjevačica Linda Ronstadt na svom trostrukom platinastom albumu Simple Dreams. Singl-ploča s njezinom obradom popela se na treće mjesto američkih lista. 
Sedamdesete su bile i loše za njegovo zdravlje – otkriveno je da boluje od miokarda u dobi od 41 godine. Zbog toga se 1978. podvrgnuo operaciji srca i tako dobio priliku za novi život.

### Povratak 1980-ih
Osamdesete su bile doba kad je ponovno otkriven Roy Orbison – osobito su rado uzimali njegove pjesme za filmove.
Orbison je 1980. otpjevao pjesmu That Lovin' You Feelin' Again u duetu s pjevačicom Emmylou Harris. Za to su nagrađeni Nagradom Grammy 1981. godine u kategoriji: najbolja country-izvedba.
Snimio je pjesmu Wild Hearts za film Insignificance Nicolasa Roega1985. godine. David Lynch uzeo je 1986. njegovu pjesmu Dreams kao glazbenu podlogu za svoj slavni film Blue Velvet. Ovaj novi interes za Orbisona doveo je do toga da je uvršten u Rock and Roll Hall of Fame 1987. godine. Osamdesetih su izdana i brojna reizdanja starih Orbisonovih hitova koja su bila odlično prihvaćena kod publike.
U rujnu 1987. godine snimio je (crno-bijelu) televizijsku emisiju Roy Orbison i prijatelji, crno bijela noć (Roy Orbison and Friends, A Black and White Night) za televizijsku kompaniju HBO u Los Angelesu. Orbisonovi gosti bile su same 
zvijezde toga vremena (koji su usput bili i njegovi obožavatelji) poput gitarista Jamesa Burtona, gitarista i pjevača Brucea Springsteena, Toma Waitsa, Elvias Costella, Jacksona Browna i brojnih drugih. Ova emisija pomogla je Orbisonu da se približi mlađim generacijama Amerikanaca.
Nakon toga osnovao je sastav Traveling Wilburyse zajedno s tadašnjim megazvijezdama Bobom Dylanom, Georgeom Harrisonom, Jeffom Lynneom i Tomom Pettyjem. Sastav je imao dobar prijam kod kritike i publike.
Nastavio je uspješno i solo-karijeru izdavši album Mystery Girl koji je dobro primljen kod publike.

### Smrt
Orbison je čitavog života bio srčani bolesnik. Nakon serije srčanih udara umro je u bolnici 6. prosinca 1988. u Hendersonvilleu. 

## Osobni život
Orbison je preživio velike osobne tragedije u svom nedugom životu. Njegova prva žena Claudette Frady poginula je u motociklističkoj nesreći 6. lipnja 1966. u mjestu Gallatinu u Tennesseeju. Kuća mu je izgorjela do temelja u mjestu Hendersonvilleu u Tennesseeju 14. rujna 1968. U toj nesreći poginula su mu i dva sina (od trojice koju je imao). On je za to vrijeme bio na turneji u Engleskoj.

## Orbisonova ostavština
Orbison će ostati upamćen po svojim baladama o izgubljenim ljubavima. Mnogi pozniji skladatelji poput Eltona Johna i njegovog koautora Taupina preuzimali su Orbisonovu recepturu za pisanje pop-hitova.
- Njegove tri pjesme koje je osobno skladao i otpjevao: Only The Lonely, Oh, Pretty Woman i Crying uvrštene su u Grammyjevu kuću slavnih.
- I Beatlesi su osobno naglasili da ih je za njihov hit Please Please Me inspirirala pjesma Roya Orbisona Only the Lonely (to objašnjenje objavljeno je na albumu The Beatles Anthology).

## Singl ploče
| Godina | Ploča                                                      | Pozicija na listama | Pozicija na listama | Etiketa    |
| Godina | Ploča                                                      | američka top-lista  | britanska top-lista | Etiketa    |
| ------ | ---------------------------------------------------------- | ------------------- | ------------------- | ---------- |
| 1956.  | "Trying to Get to You"                                     | —                   | —                   | Je-Wel     |
| 1956.  | "Ooby Dooby"                                               | 56                  | —                   | Sun        |
| 1956.  | "Rock House"                                               | —                   | —                   | Sun        |
| 1957.  | "Sweet and Easy to Love"                                   | —                   | —                   | Sun        |
| 1957.  | "Chicken Hearted"                                          | —                   | —                   | Sun        |
| 1958.  | "Seems to Me"                                              | —                   | —                   | RCA        |
| 1958.  | "Almost 18"                                                | —                   | —                   | RCA        |
| 1959.  | "Paper Boy"                                                | —                   | —                   | Monument   |
| 1959.  | "Uptown"                                                   | 72                  | —                   | Monument   |
| 1960.  | "Only the Lonely(Know the Way I Feel)"                     | 2                   | 1                   | Monument   |
| 1960.  | "Blue Angel"                                               | 9                   | 11                  | Monument   |
| 1960.  | "I'm Hurtin'"                                              | 27                  | —                   | Monument   |
| 1961.  | "Running Scared"                                           | 1                   | 9                   | Monument   |
| 1961.  | "Love Hurts"                                               | —                   | —                   | Monument   |
| 1961.  | "Crying"                                                   | 2                   | 25                  | Monument   |
| 1961.  | "Candy Man"                                                | 25                  | —                   | Monument   |
| 1962.  | "Dream Baby (How Long Must I Dream)"                       | 4                   | 2                   | Monument   |
| 1962.  | "The Crowd"                                                | 26                  | 40                  | Monument   |
| 1962.  | "Evergreen"                                                | —                   | —                   | Monument   |
| 1962.  | "Working for the Man"                                      | 33                  | 50                  | Monument   |
| 1962.  | "Leah"                                                     | 25                  | —                   | Monument   |
| 1963.  | "In Dreams"                                                | 7                   | 6                   | Monument   |
| 1963.  | "Falling"                                                  | 22                  | 9                   | Monument   |
| 1963.  | "Distant Drums"                                            | —                   | —                   | Monument   |
| 1963.  | "Blue Bayou"                                               | 29                  | 3                   | Monument   |
| 1963.  | "Mean Woman Blues"                                         | 5                   | 3                   | Monument   |
| 1963.  | "Pretty Paper"                                             | 15                  | 6                   | Monument   |
| 1963.  | "Beautiful Dreamer"                                        | —                   | —                   | Monument   |
| 1964.  | "Borne on the Wind"                                        | —                   | 15                  | Monument   |
| 1964.  | "What'd I Say"                                             | —                   | —                   | Monument   |
| 1964.  | "It's Over (pjesma RoyaOrbisona)"                          | 9                   | 1                   | Monument   |
| 1964.  | "Indian Wedding"                                           | —                   | —                   | Monument   |
| 1964.  | "Oh, Pretty Woman"                                         | 1                   | 1                   | Monument   |
| 1964.  | "She Wears My Ring"                                        | —                   | —                   | Monument   |
| 1965.  | "Goodnight"                                                | 21                  | 14                  | Monument   |
| 1965.  | "(Say) You're My Girl"                                     | 39                  | 23                  | Monument   |
| 1965.  | "Ride Away"                                                | 25                  | 34                  | MGM        |
| 1965.  | "Crawling Back"                                            | 46                  | 19                  | MGM        |
| 1965.  | "Breakin' Up Is Breakin' My Heart"                         | 31                  | 22                  | MGM        |
| 1966.  | "Let the Good Times Roll"                                  | 81                  | —                   | Monument   |
| 1966.  | "Twinkle Toes"                                             | 39                  | 29                  | MGM        |
| 1966.  | "Lana"                                                     | —                   | 15                  | Monument   |
| 1966.  | "Too Soon to Know"                                         | 68                  | 3                   | MGM        |
| 1966.  | "There Won't Be Many Coming Home"                          | —                   | 18                  | MGM        |
| 1966.  | "Communication Breakdown"                                  | 60                  | —                   | MGM        |
| 1967.  | "So Good"                                                  | 132                 | 32                  | MGM        |
| 1967.  | "Cry Softly Lonely One"                                    | 52                  | —                   | MGM        |
| 1967.  | "She"                                                      | 119                 | —                   | MGM        |
| 1968.  | "Born to Be Loved by You"                                  | —                   | —                   | MGM        |
| 1968.  | "Walk On"                                                  | 121                 | 39                  | MGM        |
| 1968.  | "Heartache"                                                | 104                 | 44                  | MGM        |
| 1969.  | "My Friend"                                                | —                   | 35                  | MGM        |
| 1969.  | "Southbound Jericho Parkway"                               | —                   | —                   | MGM        |
| 1969.  | "Penny Arcade"                                             | 133                 | 27                  | MGM        |
| 1969.  | "Break My Mind"                                            | —                   | —                   | MGM        |
| 1970.  | "She Cheats on Me"                                         | —                   | —                   | MGM        |
| 1970.  | "So Young"                                                 | 122                 | —                   | MGM        |
| 1971.  | "(Love Me Like You Did) Last Night"                        | —                   | —                   | MGM        |
| 1972.  | "God Love You"                                             | —                   | —                   | MGM        |
| 1972.  | "Remember the Good"                                        | —                   | —                   | MGM        |
| 1972.  | "Memphis, Tennessee"                                       | —                   | —                   | MGM        |
| 1973.  | "Blue Rain (Coming Down)"                                  | —                   | —                   | MGM        |
| 1973.  | "I Wanna Live"                                             | —                   | —                   | MGM        |
| 1974.  | "Sweet Mama Blue"                                          | —                   | —                   | Mercury    |
| 1975.  | "Hung Up on You"                                           | —                   | —                   | Mercury    |
| 1975.  | "Still"                                                    | —                   | —                   | Mercury    |
| 1976.  | "Belinda"                                                  | —                   | —                   | Monument   |
| 1976.  | "I'm a Southern Man"                                       | —                   | —                   | Monument   |
| 1977.  | "Drifting Away"                                            | —                   | —                   | Monument   |
| 1979.  | "Easy Way Out"                                             | 109                 | —                   | Asylum     |
| 1979.  | "Poor Baby"                                                | —                   | —                   | Asylum     |
| 1980.  | "That Lovin' You Feelin' Again" (zajedno s Emmylou Harris) | 55                  | —                   | Warner     |
| 1985.  | "Wild Hearts"                                              | —                   | 76                  | ZTT/Island |
| 1987.  | "In Dreams"                                                | —                   | —                   | Virgin     |
| 1987.  | "Crying" (zajedno s K. D. Lang)                            | —                   | —                   | Virgin     |
| 1988.  | "Handle with Care"                                         | 45                  | 21                  | Wilbury/WB |
| 1989.  | "You Got It"                                               | 9                   | 3                   | Virgin     |
| 1989.  | "End of the Line (pjesma The Traveling Wilburysa)"         | 63                  | —                   | Wilbury/WB |
| 1989.  | "California Blue"                                          | —                   | 77                  | Virgin     |
| 1989.  | "She's a Mystery to Me"                                    | —                   | 27                  | Virgin     |
| 1990.  | "Oh Pretty Woman" (live)                                   | —                   | —                   | Virgin     |
| 1992.  | "I Drove All Night"                                        | 74                  | 7                   | MCA        |
| 1992.  | "Crying" (zajedno s K. D. Lang) (reizdanje)                | —                   | 13                  | Virgin     |
| 1992.  | "Heartbreak Radio"                                         | —                   | 36                  | MCA        |

## Vanjske poveznice
- Portal posvećen Royu Orbisonu
- CMT-ove stranice posvećene Orbisonu